# Kito
Kito es un término del argot utilizado en Nigeria para referirse al acto de extorsionar a hombres homosexuales con dinero u otros objetos de valor amenazándoles con exponerles o sacarles del armario ante sus familias, amigos o comunidad. Es una forma de violencia homófoba que se utiliza a menudo para controlar e intimidar a los hombres homosexuales.

## Historia
Se cree que el término kito tiene su origen en la lengua hausa del norte de Nigeria. Sería una contracción de las palabras "ka sha kunya", que significa "deberías avergonzarte".
En 2014 se aprobó la Ley de Prohibición del Matrimonio entre Personas del Mismo Sexo, que penaliza el matrimonio entre personas del mismo sexo y otras formas de intimidad entre personas del mismo sexo. Sin embargo, esta ley ha sido criticada por ser discriminatoria y por exponer a los homosexuales a la violencia.
En una encuesta realizada en 2018 por Human Rights Watch, el 73 % de los hombres homosexuales de Nigeria afirmaron haber sido amenazados con kito. El 31% dijo que en realidad les habían extorsionado dinero u otros objetos de valor.

## Efectos
El kito lo suelen llevar a cabo bandas de hombres jóvenes. Las bandas suelen atacar a hombres homosexuales en lugares públicos, como parques o bares. Pueden seguir a la víctima y enfrentarse a ella, amenazándola con exponerla si no paga.
El kito puede tener un impacto devastador en las víctimas. Puede provocar depresión, ansiedad y trastorno de estrés postraumático. También puede dificultar que las víctimas salgan del armario ante sus familiares y amigos, o que accedan a servicios esenciales como la atención sanitaria.
En 2018, la policía nigeriana lanzó una campaña contra el kito, que incluía la concienciación pública y la formación de agentes de policía sobre cómo tratar los casos de kito.